# 纯真博物馆
《纯真博物馆》（土耳其語：Masumiyet Müzesi），是由2006年诺贝尔文学奖得主、土耳其作家奥尔罕·帕穆克撰写的一部小说。这部小说于2008年8月在伊斯坦布尔出版。2010年1月，上海人民出版社引进并出版了该书的简体中文版。
作者帕穆克说“这是我最柔情的小说，是对众生显示出最大耐心与敬意的一部”。小说以帕穆克娴熟的第一人称叙述。共83章，土耳其版592页，中文版559页。

## 主要人物
- 凯末尔（土耳其語：Kemal），小说中的“我”，土耳其伊斯坦布尔富商子弟。故事由“我”讲述自己的爱情故事，从1975年讲起。
- 芙颂，凯末尔的远房穷亲属家的女孩，1975年时刚刚18岁的精品店的售货员。
- 茜贝尔（土耳其語：Sibel），土耳其古老家族出身的女孩，凯末尔的未婚妻。后凯末尔悔婚，茜贝尔嫁给凯末尔的朋友。

## 叙事手法

### 第一人称计谋
作家奥尔罕·帕穆克用“第一人称”展开小叙述，但是，在小说的最后一章，第一人称的凯末尔，突然和读者告别——原来，这个“我”，是委托伊斯坦布尔作家奥尔罕·帕穆克完成讲故事的任务的。此后几页，奥尔罕·帕穆克直接“走进”小说，成为第一人称的“我”。这是帕穆克的叙事计谋，也可以说这是作家的叙事策略。小说的最后一段是由作者本人完成的，原来讲故事的“我”，即凯末尔成了被讲述的第三者。奥尔罕·帕穆克告诉读者：原来的那个“我”——“纯真博物馆”的主人，于2007年死于心肌梗塞。

### 多重时间设计
作家对小说的时间，进行了精心的设计和安排。“我”（凯末尔）委托作家帕穆克撰写自己的故事的时间，大致在2005年。作家帕穆克接受委托，开始以第一人称讲述凯末尔的故事，作家将这个时间确定为2006年。而故事开始的时间，被准确的定为1975年4月27日。
因此，整个故事是一个61岁的人讲述自己30岁开始经历的刻骨铭心的爱情，讲述从那时开始的“纯真”的爱，讲述恋人离去的时候，“我”如何收集纯情的纪念物，如何建立“纯真博物馆”。

## 小说情节
1975年，主人公“我”（凯末尔）与芙颂重逢，随即两人发生爱情。此前两人为远方亲戚。然而，凯末尔已有婚约，对方是茜贝尔。两人的订婚仪式极其隆重豪华，亲友齐聚，芙颂也被邀请。但是，凯末尔的订婚仪式之后，芙颂却忽然消失。此后，凯末尔解除了婚约，开始漫长的寻找芙颂的历程，此后再逢后，芙颂已经嫁人。自此，凯末尔等候了七年，积攒着芙颂吸烟后遗下的烟头和与芙颂有关的一切物件。之后，二十七岁的芙颂与丈夫离婚，“我”准备与芙颂结婚。婚前他们计划开车去巴黎，芙颂问“我”是不是根本不想结婚。“我”开玩笑回答：“我们已经得到了，结婚还有什么意义。”芙颂十分失望，开足马力撞向一颗大树。芙颂死后，幸存的凯末尔收集芙颂碰过的一切——顶针、发卡、烟灰缸、纸牌、钥匙……然后建成了一个关于芙颂的“纯真博物馆”。

## 主题
帕穆克的这部新小说，讲述了古老的爱情与阶层的冲突故事，同时涉及土耳其当代社会依然隆重的“童贞”问题。但是作家帕穆克赋予这个故事最关键的主题是“纯真”一种与阶层、贫贱、门第、习俗、社会舆论、朋友社交等等因素“无关”的“纯真”的爱情。

## 关联
芙颂胁迫“我”一同自杀，令人想起哈代的《苔丝》。而“我”不顾上流社会的规则而对芙颂的公开追求，又让人联想到托尔斯泰的《安娜·卡列尼娜》。这些古典作家笔下的女主人公，都是“纯情”的女性。帕穆克则写出了一个对恋人无比纯真的痴汉。